# Sinolestes editus
Sinolestes editus е вид водно конче от семейство Synlestidae. Видът не е застрашен от изчезване.

## Разпространение
Разпространен е в Китай (Гуандун, Гуанси, Джъдзян и Фудзиен), Провинции в КНР и Тайван.

## Описание
Популацията на вида е стабилна.